# Podnožje 939
Podnožje 939 (eng. Socket 939) je podnožje za AMD procesore predstavljeno u lipnju 2004. godine kao nasljednika za podnožje Socket 754 za procesor Athlon 64. Bilo je drugo podnožje dizajnirano za AMD-ovu seriju procesora AMD64. Socket 939 je zamijenio Socket AM2 u svibnju 2006. godine.